# 科里斯坦科
科里斯坦科，是西班牙加利西亚自治区拉科鲁尼亚省的一个市镇。总面积141km², 总人口7962人（2001年），人口密度56人/km²。

## 友好城市
- 法國 蒙泰居旺代